# Luke Kelly

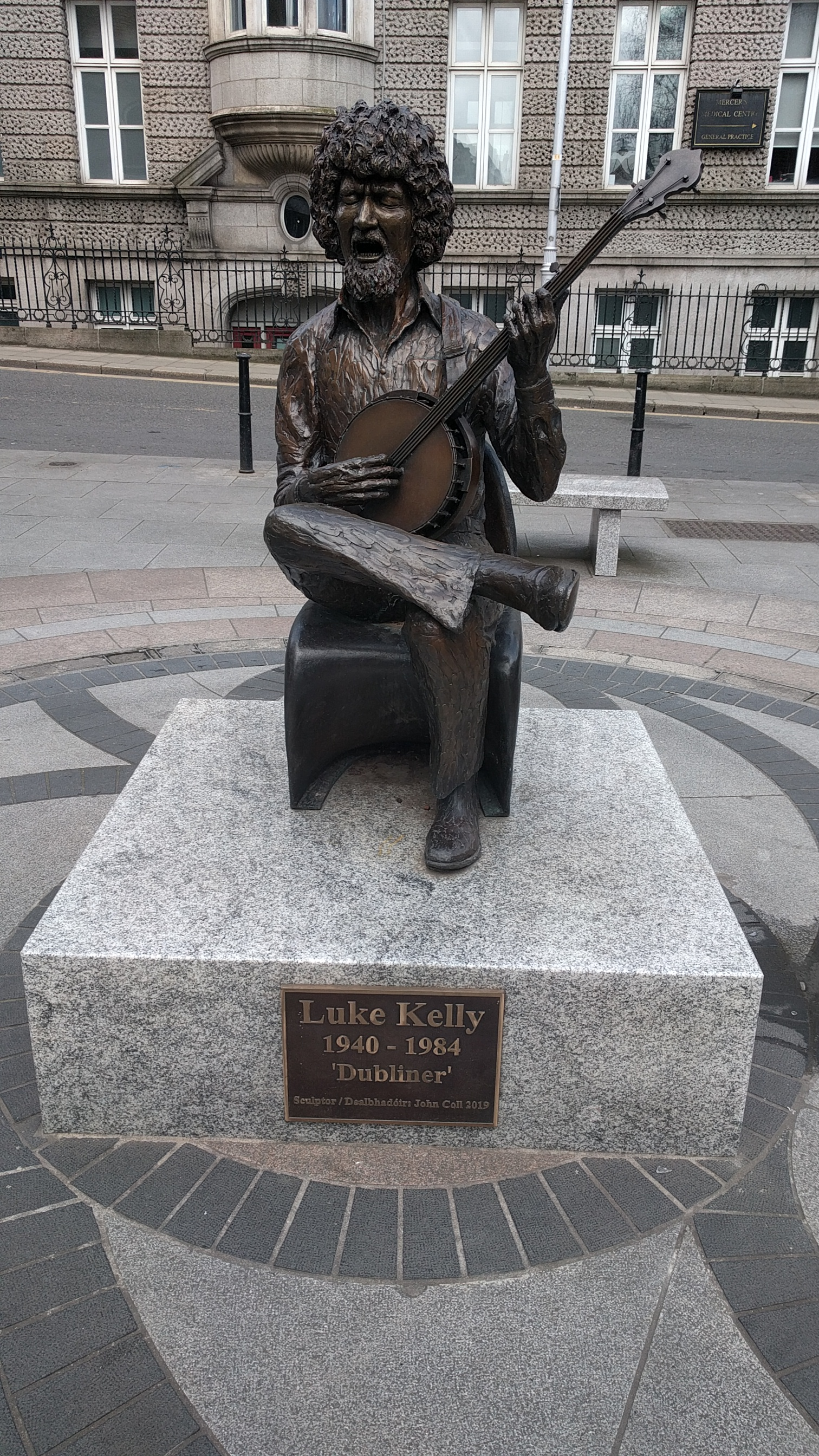
Denkmal in der Dubliner King Street South

Luke Gerard Kelly (* 17. November 1940 in Dublin; † 30. Januar 1984 ebenda) war ein irischer Folk-Sänger und Banjo-Spieler. Er war Mitbegründer der Irish-Folk-Gruppe The Dubliners, der er bis zu seinem Tod angehörte.

## Leben

### Frühe Jahre
Luke Kelly wurde in der Sheriff Street im proletarischen Norden Dublins geboren. Seine Eltern waren Luke Kelly (1904–1966), Arbeiter in einer Biskuitfabrik, und Julia Kelly (1908–1976). Er hatte drei Brüder und zwei Schwestern. Die Familie lebte nach Aussage seiner Schwester Betty „in äußerster Armut“. Dass seine aus Schottland stammende Großmutter mütterlicherseits, eine geborene MacDonald, mit in der Familie lebte, wird als ein Grund dafür angesehen, dass Kelly später auch zahlreiche schottische Lieder in sein Repertoire aufnahm. Er besuchte die St. Lawrence O'Toole's School in Dublin; obwohl er ein guter Schüler war, musste er bereits mit 13 Jahren den Schulbesuch beenden und zum Unterhalt der Familie beitragen, als Botenjunge, Arbeiter in derselben Biskuitfabrik wie sein Vater, Anstreicherlehrling und in anderen Jobs. Aufgrund der schlechten Wirtschaftslage in Irland ging er 1957 nach England, wo er zunächst mit seinem Bruder Paddy als Bauarbeiter in Wolverhampton arbeitete. Angeblich wurde er dort entlassen, weil er eine Lohnerhöhung und bessere Arbeitsbedingungen für die Arbeiter forderte. Die nächsten Jahre brachte er sich in Städten wie Birmingham, Leeds und Newcastle upon Tyne mit Gelegenheitsarbeiten verschiedener Art durch. Dort kam er in Kontakt mit der auflebenden Folk-Music-Bewegung und begann als Straßenmusiker, in Pubs und in Folk-Clubs Five String Banjo zu spielen und zu singen. Er lernte die Musik von Woody Guthrie und Pete Seeger kennen, schloss Freundschaft mit Dominic Behan, mit dem er gemeinsam auftrat, und trat mit zahlreichen bekannten irischen und britischen Folkmusikern in Verbindung, darunter dem von Kelly bewunderten Ewan MacColl.
Parallel zu Kellys musikalischer Entwicklung bildete sich sein politisches Bewusstsein. Er verkehrte in kommunistischen Kreisen, wurde Mitglied der Communist Party of Great Britain und der nach James Connolly benannten Connolly Association, einer sozialistisch orientierten Organisation irischer Emigranten, und engagierte sich in der Campaign for Nuclear Disarmament. Nicht zuletzt wegen seiner eigenen proletarischen Herkunft blieb Kelly sein Leben lang ein überzeugter Linker.

### Die Zeit mit denDubliners
Nach einem längeren Abstecher als Straßenmusiker in Paris kehrte Kelly 1962 nach Dublin zurück, wo O’Donoghues Pub eine Proben- und Auftrittsmöglichkeit für Folkmusiker bot. Hier lernte er Ronnie Drew und Barney McKenna kennen und wurde Gründungsmitglied der Ronnie Drew Ballad Group, mit der er auf Tournee ging. Als die Gruppe nach einem eingängigeren Namen suchte, schlug Kelly, der gerade Dubliners von James Joyce las, den Namen „The Dubliners“ vor.
Luke Kelly gehörte den Dubliners von 1962 bis Anfang 1964 und von Ende 1965 bis zu seinem Tod 1984 an. In den knapp zwei Jahren seiner Abwesenheit ging er mit der irisch-amerikanischen Schauspielerin Deirdre O’Connell (1939–2001), die er 1965 heiratete, nach England, um seinen musikalischen Horizont zu erweitern. Hier wurde Ewan MacColl in London zu seinem wichtigsten musikalischen Mentor. 1965 wurde auf einem Album von Liam Clancy Luke Kellys erste Soloaufnahme veröffentlicht. Im selben Jahr kehrte er nach Dublin zurück und schloss sich wieder den Dubliners an, deren weltweiter Erfolg ab 1967 mit Hits wie Seven Drunken Nights einsetzte.
Kelly prägte das Bild der Gruppe wesentlich mit, sowohl optisch mit seinem gewaltigen roten Lockenkopf als auch musikalisch. Neben Ronnie Drew war Luke Kelly die Stimme der Dubliners. Mit seinem unverwechselbaren, kraftvollen Tenor brachte er bittere soziale Anklage, Wildheit, Triumph und fröhliche Ausgelassenheit ebenso überzeugend zum Ausdruck wie Mitgefühl, Schmerz und Trauer. Nicht umsonst nannte ihn John Sheahan „die Seele der Band“. Dabei verleugnete er auch als erfolgreicher Künstler nie seine politischen Überzeugungen. Ronnie Drew bezeichnete ihn halb im Scherz als „einen Kommunisten, der sogar den Armen etwas gibt“. Viele der Lieder, die er sang, beschäftigten sich mit gesellschaftlichen Problemen, Wettrüsten und Krieg sowie den Rechten der Arbeiter, etwa The Springhill Disaster, Joe Hill, The Button Pusher und sein Gedicht For What Died the Sons of Roisin, das er in Konzerten vortrug.
Zu den bekanntesten von Luke Kelly gesungenen Liedern gehören The Rocky Road to Dublin, The Town I Loved So Well, Scorn Not His Simplicity (ein Lied, das Phil Coulter, damals Manager der Dubliners, über seinen Sohn mit Down-Syndrom geschrieben hatte) und On Raglan Road. Dieses Lied nahm er in sein Repertoire auf, nachdem der Dichter Patrick Kavanagh, der den Text des Liedes schrieb, ihn dazu aufgefordert hatte. Kellys Version gilt immer noch als die maßgebliche Interpretation des Lieds.
Neben seiner Mitwirkung bei den Dubliners fand Kelly noch Zeit zu gelegentlichen Bühnenauftritten; so spielte er 1972 in einer Inszenierung des Musicals Jesus Christ Superstar im Dubliner Gaiety Theatre den König Herodes und trat mit den Dubliners in Brendan Behans Stück Richard’s Cork Leg (Richards Korkbein) auf.
Während Kellys Bühnenpräsenz vor Energie und Vitalität sprühte, galt er privat als ein eher introvertierter, nachdenklicher Mensch mit unersättlichem Lesehunger. Neben Fußball und Gaelic Football, die er schon als Kind im Verein gespielt hatte, spielte er Golf. Problematisch war sein exzessiver Alkoholkonsum; schon zu Beginn der 70er Jahre zeigten sich Freunde besorgt über sein starkes Trinken. Kelly und seine Frau Deirdre, die das Focus Theatre in Dublin gründete und leitete, lebten seit Anfang der 70er Jahre getrennt. Von 1976 bis zu seinem Tod lebte er mit Madeleine Seiler zusammen, einer aus Heidelberg gebürtigen Deutschen.
Erst nachdem sich die Dubliners 2012 aufgelöst hatten, kamen Aussagen an die Öffentlichkeit, dass Kelly als Mitglied der Dubliners zunehmend unglücklich war, weil er sich von ihrem hektischen Auftrittsmarathon und begrenzten Repertoire künstlerisch eingeschränkt fühlte, aber aus Verantwortungsgefühl die Gruppe nicht verlassen wollte.

### Krankheit und Tod
Am 30. Juni 1980 brach Luke Kelly während eines Konzerts im Opernhaus von Cork auf der Bühne zusammen. Schon seit einiger Zeit hatte er unter Kopfschmerzen und Vergesslichkeit gelitten, die man aber seinem übermäßigen Alkoholkonsum zuschrieb. Jetzt wurde ein Hirntumor diagnostiziert. Obwohl Kelly nach überstandener Operation wieder mit den Dubliners auftrat, verschlechterte sich sein Gesundheitszustand immer mehr. Er vergaß Songtexte und musste bei Konzerten immer wieder Pausen einlegen, weil er zu geschwächt war. Am 15. April 1981 brach er bei einem Konzert im Embankment Inn in Tallaght (Dublin) erneut zusammen. Im Sommer desselben Jahres musste er eine Europatournee der Dubliners in der Schweiz abbrechen und bis zum Oktober pausieren. Am 31. März 1983 wurde im Richmond Hospital in Dublin eine zweite Tumoroperation vorgenommen. Auch danach erholte sich Kelly so weit, dass er wieder mit den Dubliners auftreten konnte. Auf seiner letzten Europatournee entstanden bei dem Auftritt im Carré-Theater, Amsterdam, die Aufnahmen für das letzte Album mit Luke Kelly, The Dubliners Live in Carré. Im Herbst 1983 stürzte er in Traun (Österreich) mit einem Kreislaufkollaps von der Bühne. Wenig später musste er die Tournee in Mannheim abbrechen und wurde nach einem kurzen Krankenhausaufenthalt in Heidelberg nach Dublin zurückgeflogen, wo er im Dezember 1983 seinen letzten Auftritt hatte. Er verbrachte das Weihnachtsfest bei seiner Familie, wurde aber am 28. Januar wieder ins Richmond Hospital eingeliefert, wo er am 30. Januar 1984 starb. Luke Kelly ist auf dem Glasnevin Cemetery bei Dublin begraben. Sein Grabstein trägt die Inschrift: Luke Kelly – Dubliner.

## Nachruhm
Sein früher Tod trug dazu bei, Kelly zu einer legendären Figur werden zu lassen, deren Ruhm als einer der größten irischen Folksänger des 20. Jahrhunderts posthum noch zunahm. Der Luke-Kelly-Memorial-Fund widmet sich der Erforschung von Hirntumoren. In Dublin wurde die Ballybough Bridge über den Fluss Tolka in „The Luke Kelly Bridge“ umbenannt. Im November 2004 beschloss der Stadtrat von Dublin einstimmig, im Dubliner Norden eine Bronzestatue Luke Kellys aufzustellen. Dazu kam es jedoch nicht, nachdem die Dublin Docklands Development Authority ihre Finanzierungszusage zurückzog. Aus Anlass von Kellys 30. Todestag 2014 wurden erneut zahlreiche Stimmen laut, die ein Denkmal für Luke Kelly forderten. Im Jahre 2019 wurden dann eine Statue sowie ein überlebensgroßer Luke-Kelly-Kopf enthüllt.
2001 hatte in Dublin die Show The Legend of Luke Kelly – Dubliner Premiere, mit der der Sänger Chris Kavanagh seitdem durch Irland tourt. Während der Dokumentarfilm Luke - A Song to Ireland and Ideology von Sinéad O’Brien aus dem Jahre 1999 vor allem den politischen Menschen Luke Kelly in den Blick nahm, sammelte Michael Feeney Callan für seine 2005 veröffentlichte Dokumentation Luke Kelly: The Performer neben Zeugnissen von Zeitgenossen und Musikern seltene Aufnahmen von 19 live gesungenen Liedern. Tribute an Luke Kelly sind die Lieder Dublin Minstrel von Declan O’Donoghue, das von Paddy Reilly und von den Dubliners aufgenommen wurde (gesungen von Patsy Watchorn), und Luke Kelly’s Land von Pete St. John, das von den Dublin City Ramblers aufgenommen wurde.

## Diskografie

### Originalveröffentlichungen (als Solokünstler)
- Liam Clancy – The Rocky Road to Dublin (1965) Vanguard CV 79169 (als Gastsänger)
- Thank You For The Days (1973) Ram RMS 1001 (Single)
- The Luke Kelly Album (1981) Chyme CHLP 1016 (LP), CHCD1016 (CD, 1993)
- Luke’s Legacy (1986) Chyme CHLP 1031 (LP), CHCD1031 (CD, 1989)
- Thank You For The Days (1999) Femdale Films FM 001 (CD) (frühe Aufnahmen vom Anfang der 1960er Jahre)
- The Best of Luke Kelly (2004) CACD0201** (Doppel-CD, enthält auch bisher unveröffentlichte Aufnahmen, IE: ×5Fünffachplatin )[12]
- The Performer (2005) CACD0202 (CD)

### Kompilationen
- Luke Kelly – The Collection (1994) Chyme CHCD1041 (CD)
- Songs of the Workers (1998) Outlet CDLUKE001 (CD)
- Working Class Hero (2007) CACD0203 (CD)
- The Definitive Collection (2010) CACD0205 (CD, IE: ×2Doppelplatin )

### Tribut-Alben
- Brian Roebuck: A Song for Luke (Blerp, 2005)

## Film
- Luke – The Documentary (Ferndale Films, 1999; Regie: Sinead O’Brien)
- Luke Kelly: The Performer bei IMDb